# Aubrey Star
Aubrey Star (Florida; 25 de abril de 1995) es una actriz pornográfica estadounidense.

## Biografía
Aubrey Star, nombre artístico, nació en el estado de Florida en abril de 1995, en una familia de ascendencia húngara e italiana. No se sabe mucho sobre su vida hasta antes de 2014, momento en que a sus 19 años decide entrar en la industria pornográfica.
Como actriz porno, ha trabajado para otros estudios como Jules Jordan Video, New Sensations, Girlfriends Films, Sweetheart Video, Digital Sin, Colette, Tushy, Girlfriends Films o Reality Kings.
En 2016 realizó sus primeras escenas de doble penetración y sexo interracial para la película Ultimate Fuck Toy - Aubrey Star.
Ese mismo año, recibió dos nominaciones en los Premios XBIZ, en las categorías de Artista lésbica del año y a la Mejor escena lésbica por Lesbian Triangles 30.
Ha grabado más de 110 películas como actriz.
Algunas películas de su filmografía son A Lesbian Romance 2, Anal Beauty 2, Feeding Frenzy 12, First Lesbian Summer, Flesh Hunter 13, Lady Lessons, Mia Loves Girls, Sisterly Love o Slut Puppies 10.

## Premios y nominaciones
| Año  | Ceremonia                   | Resultado | Premio                                   | Trabajo                        |
| ---- | --------------------------- | --------- | ---------------------------------------- | ------------------------------ |
| 2016 | Spank Bank Awards           | Nominada  | Countess of Contortionism                | —                              |
| 2016 | Spank Bank Awards           | Nominada  | Pussy Eating Princess of the Year        | —                              |
| 2016 | Spank Bank Awards           | Nominada  | Masturbator of the Year                  | —                              |
| 2016 | Spank Bank Awards           | Nominada  | Porn's Next Superstar                    | —                              |
| 2016 | Spank Bank Awards           | Nominada  | Customs Making Mogul of the Year         | —                              |
| 2016 | Spank Bank Technical Awards | Ganadora  | Best Use of "Me Time"                    | —                              |
| 2016 | Premios XBIZ                | Nominada  | Artista lésbica del año                  | —                              |
| 2016 | Premios XBIZ                | Nominada  | Mejor escena de sexo en película lésbica | Lesbian Triangles 30           |
| 2017 | Premios AVN                 | Nominada  | Mejor escena de sexo en grupo            | Flesh Hunter 13                |
| 2017 | Premios AVN                 | Nominada  | Mejor escena de trío H-M-H               | Ultimate Fuck Toy: Aubrey Star |
| 2017 | Spank Bank Awards           | Nominada  | Most Adorable Slut                       | —                              |
| 2017 | Spank Bank Awards           | Nominada  | Most Energetic Fuck Bunny                | —                              |
| 2017 | Spank Bank Awards           | Nominada  | Tightest Twat                            | —                              |